# Hannibal Lecter
Pour les articles homonymes, voir Hannibal.
 (octobre 2022).
Si vous disposez d'ouvrages ou d'articles de référence ou si vous connaissez des sites web de qualité traitant du thème abordé ici, merci de compléter l'article en donnant les références utiles à sa vérifiabilité et en les liant à la section « Notes et références ».
Hannibal Lecter est un tueur en série de fiction créé par le romancier Thomas Harris. Le personnage apparaît pour la première fois dans le roman Dragon rouge, paru en 1981.
Ancien psychiatre, évadé d'un asile psychiatrique où il était interné pour divers meurtres et actes de cannibalisme, Hannibal Lecter est l'un des antagonistes principaux d'une série de romans et de films.

## Création du personnage
Hannibal Lecter, le personnage principal des romans à succès de Thomas Harris (Hannibal Lecter : Les Origines du mal ; Dragon rouge ; Le Silence des agneaux ; Hannibal) a été inspiré, en partie, par le docteur chirurgien mexicain du nom d'Alfredo Ballí Treviño, condamné après avoir assassiné et démembré son amant dans les années 1950. Thomas Harris affirme l'avoir rencontré dans les années 1960, à la prison de Topo Chico (en) dans l'état de Nuevo León (Mexique), alors qu'il écrivait un article pour le magazine Argosy.
L'auteur s'inspira aussi du tueur Ed Kemper, premier tueur en série interrogé par les profilers Robert Ressler et John E. Douglas dans le cadre d'un programme d'entretiens du FBI. Un autre tueur en série inspirant Thomas Harris fut Ed Gein. Ce tueur inspira aussi Harris pour le personnage de « Buffalo Bill », car il se fabriquait un costume en peau de femme, ainsi que Leatherface (Massacre à la tronçonneuse), pour la même raison et Norman Bates (personnage du film Psychose d'Alfred Hitchcock), car c'est à cause d'une mère maltraitante, étouffante, incestueuse, qu'il a été abîmé psychologiquement au point de se mettre à tuer.
Lecter a été également inspiré par le tueur en série Ted Bundy, bel homme au grand charisme. Enfin le Monstre de Florence et Albert Fish ont pu également servir de modèle à Hannibal.

## Biographie du personnage

### Jeunesse
Hannibal Lecter est né en Lituanie, à Kaunas, dans une famille de la vieille noblesse lituanienne. Le 20 janvier 1943 la vie du futur psychopathe bascule durant la déroute de l'armée allemande : alors que la famille Lecter fuit son château, elle est prise entre le feu d'un char d'assaut russe et d'avions allemands. Cette escarmouche coûte la vie aux parents, laissant Hannibal et Mischa, sa petite sœur, livrés à eux-mêmes. Quelque temps après, des Schutzmannschaften lituaniens se réfugient dans le chalet où se cachaient les enfants. La faim se faisant sentir, ils assassinent Mischa et dévorent son corps. Un prédateur hors-norme est né.
Orphelin et amnésique en partie, Hannibal échoue dans le château familial, reconverti en orphelinat soviétique après la guerre, dans lequel il vit replié sur lui-même. Pour ses 13 ans, il s'enfuit de l'orphelinat et rejoint la seule adresse que son oncle lui a laissée : la maison de sa tante. C'est là qu'il commet son premier meurtre en tuant Paul Momund, un boucher (ancien criminel de guerre), vengeant ainsi un affront fait à la femme japonaise de son oncle, Dame Murasaki.
Par la suite, Hannibal part à Paris avec Dame Murasaki. Il y suit des cours de médecine et, retrouvant la trace des assassins de sa sœur, « goûte » sa vengeance, les traquant et s'adonnant pour la première fois au cannibalisme. Il obtient la nationalité française. Il émigre ensuite aux États-Unis, où il devient un psychiatre renommé. Tribun du mal, il possède une maîtrise totale de la rhétorique, hypnotisant littéralement son public. Il devient même membre du comité de l'orchestre philharmonique de Baltimore, dont il assassinera l'un des musiciens, Benjamin Raspail, pour améliorer l'orchestre que le flûtiste gâchait. Il servit par la suite au comité un étrange ragoût « dont les ingrédients ne furent jamais identifiés » (le flûtiste fit aussi partie des « amuse-bouches »), accompagné d'un Montrachet à sept cents dollars la bouteille.
Mais derrière un sourire carnassier aux dents blanches, une politesse raffinée, se cache un implacable criminel immoral qui ne connaît ni pitié, ni remords. En effet, avant d'être arrêté en 1980 par Will Graham (un profiler que ce génie machiavélique aidait dans l'établissement du profil psychologique d'un tueur qui n'était autre que lui-même), Lecter a eu le temps de massacrer huit personnes, parmi lesquelles le musicien et un employé du recensement dont il « dégusta le foie avec des fèves au beurre et un excellent chianti », ne laissant que deux survivants (l'un d'eux étant Mason Verger).

### «Hannibal le Cannibale»
Démasqué, Hannibal est arrêté, jugé et condamné neuf fois à la perpétuité. Qualifié de pur sociopathe, il est interné à l'hôpital psychiatrique de très haute sécurité de Baltimore sous la direction du Docteur Chilton.
Six ans après son incarcération, la faculté d'analyse de Lecter sera sollicitée par l'agent spécial Will Graham (responsable de son arrestation) dans l'affaire de Francis Dolarhyde, le « Dragon rouge » (surnommé « la Mâchoire », « la petite souris » ou « la Dent vicelarde » suivant les versions), assassin de deux familles. Il aidera la police à le coincer, mais donnera également au meurtrier l'adresse de Will Graham qui en ressortira blessé aussi bien physiquement que psychologiquement (Crawford parlera de son visage en utilisant le terme « Picasso »).
Deux ans après environ, Lecter reçoit la visite de Clarice Starling, élève au centre de formation du FBI à Quantico. Le premier contact est plutôt froid :
« Vous savez à quoi vous ressemblez avec votre sac à main et vos chaussures bon marché ? À une fille de ferme, une fille de ferme endimanchée, sans le moindre bon goût. Une alimentation correcte a fait de vous une fille solide mais vous n'êtes pas à plus d'une génération de la pauvreté crasse. N'ai-je pas raison agent Starling ?

Et cette origine que vous essayez désespérément de cacher, vous venez du fond de la Virginie. Que fait votre père ? Est-ce qu'il descend dans la mine ? Est-ce qu'il empeste le charbon ?

Et les garçons qui n'arrêtaient pas de vous sauter dessus, tous ces tâtonnements pénibles et moites à l'arrière des voitures pendant que vous ne rêviez que de partir, de vous sortir de là et d'entrer enfin au FBI. »
— Hannibal Lecter, dialogue dans le film Le Silence des agneaux.
Cependant, une complicité va s'établir progressivement entre ces deux êtres si différents et pourtant tellement similaires.
La fille du sénateur Martin a été enlevée par Buffalo Bill, un tueur fou ayant déjà fait cinq victimes. Il ne doit pas y en avoir de sixième et Hannibal a le pouvoir d'éviter la découverte d'un nouveau cadavre, car il connaît le nom de l'assassin, qui est l'ancien petit ami de l'un de ses anciens patients (le flûtiste Benjamin Raspail). Mais il ne le donnera pas pour rien. Il veut une fenêtre, un paysage. Suivant les ordres de Crawford, Clarice Starling lui fait une offre bidon mais Lecter l'apprend par Chilton qui lui fait à son tour une offre, cette fois réelle.
Lecter est donc transféré préalablement à Memphis où il donne un faux nom au sénateur puis, un soir, échappe aux deux gardiens qu'il massacre littéralement (dans le film, l'agent Boyle est matraqué à mort avant d'être pendu aux barreaux de Lecter, ventre ouvert, tel un ange de la mort. L'agent Pembry, lui, a le visage arraché et son corps portant les habits du prisonnier sert à faire diversion. Pendant ce temps-là, Lecter qui « porte » le visage de Pembry est emmené en ambulance avant de disparaître). Les quelques informations qu'il avait données à Clarice Starling mettent tout de même la jeune stagiaire sur la bonne voie, et lui permettent de libérer à elle seule la fille du sénateur Martin, et de tuer Jame Gumb, alias « Buffalo Bill ».
Lecter est en cavale. Il part tout d'abord aux Bahamas où il s'en prend vraisemblablement au docteur Chilton, puis part vivre à Florence en Italie où il devient (sous le faux nom de « Docteur Fell ») conservateur dans une bibliothèque. Mais son passé le rattrape dix ans plus tard. Une ancienne victime, Mason Verger, un milliardaire pédophile qui drogué au Poppers s'auto défigura atrocement sur les conseils de Lecter, lui tend un piège.

### Le cannibale amoureux
Une fois encore, les chemins de Lecter et de Starling se croisent. Clarice, risquant sa place au sein du FBI, sous le coup d'une enquête à la suite d'une bavure, doit enquêter sur Hannibal et le retrouver. Manipulée par Paul Krendler, l'un de ses supérieurs, elle le retrouve peu après son retour en Amérique et le sauve de la vengeance de Verger mais est blessée lors de l'opération et tombe inconsciente. Hannibal la ramène alors dans la demeure de l'agent du FBI « rival » de Starling, Paul Krendler, responsable de sa mise à pied.
En attendant le réveil de Clarice, Lecter capture Paul Krendler et prépare un dîner romantique, auquel seront conviés Krendler et Starling. Il est encore une fois démontré le tendre amour qu'éprouve le docteur pour la jeune et belle agent du FBI, qu'il habille et chausse pour le dîner, alors qu'elle est encore inconsciente. Alors qu'elle se joint à la table où sont déjà installés Krendler et Hannibal, ce dernier fait toujours preuve d'une grande courtoisie et politesse envers Starling malgré le fait qu'elle essaye à de multiples reprises de le tuer, sans succès. Après avoir ouvert le crâne de Krendler, drogué à l'héroïne, de façon que ce dernier soit toujours en vie, Lecter offre à Paul une bouchée de sa cervelle sautée au beurre, qu'il déguste avec régal.
Dans le film, finalement, Starling finit par réussir à se menotter avec le docteur. Pour Lecter, le seul moyen de se libérer est alors de couper la main de l'agent Starling, mais contre toute attente, Hannibal tranche sa propre main et finit par s'enfuir, en n'oubliant pas d'emporter les restes de la cervelle dont il se délectera avec un invité imprévu (un enfant asiatique), peu après dans un avion.
Ces deux personnages sont donc liés psychologiquement : Starling voit en Lecter une sorte de guide spirituel, un maître de pensée qui ne cesse de la faire progresser intellectuellement tandis que ce dernier voit en elle une personne capable d'écouter et de comprendre ses propos, une personne à la fois effrayée et intéressée par la philosophie du docteur. C'est une sorte d'amour profond qui unit ces deux personnages, finalement séparés à la fin du troisième film.
Toutefois, dans le livre il en est autrement : Clarice est elle-même attirée par Hannibal Lecter. Elle dîne avec lui sur le compte de Krendler (la moitié du cerveau est mangé au moins) et finit par entendre la confession d'Hannibal (son passé entre autres). Elle finit par disparaître aussi, vivant en couple avec le docteur Lecter. Seul témoin : Barney, l'ancien aide-soignant qui a donné à Verger toutes les infos dont il avait besoin pour traquer Lecter, qui repère le couple lors d'un opéra et finira par fuir pour sauver sa peau.

## Personnage

### Aspect physique
Hannibal Lecter est de taille moyenne, trapu, (1,78 m pour 80 kg) avec des cheveux bruns et des yeux « havane » (marron), ceux-ci ayant parfois des reflets rouges (ses yeux sont d'un bleu ciel glaçant dans la trilogie cinématographique du personnage, l'acteur Anthony Hopkins qui l'incarne ayant ces yeux-là). Il se tient droit, avec beaucoup de grâce. Ses dents blanches et régulières lui procurent un sourire charmeur, mais aussi froid et carnassier, montrant toute la cruauté de l'individu. Il est toujours vu sous une apparence soignée, peu importe qu'il soit en liberté ou emprisonné.
On mentionne à plusieurs reprises dans les romans que Lecter a six doigts à la main gauche. Il possède en effet un second majeur qu'il fera enlever avant de se rendre à Florence (cité uniquement dans les romans Le Silence des agneaux et Hannibal).

### Personnalité
La personnalité première d'Hannibal Lecter se caractérise par une certaine classe, une courtoisie et des manières irréprochables, ainsi qu'une immense culture générale et un grand savoir scientifique (il fut un psychiatre de renom). Au premier abord, le docteur Lecter a tout d'un homme respectable : intelligent, cultivé, racé et adepte des bonnes manières. De plus, il possède un sens de la rhétorique et de la manipulation du langage saisissant. Mais derrière l'aguichante façade qu'il présente aux autres se cache un dangereux meurtrier.
Bien que commettant des crimes d'une grande abomination, les actions du docteur Lecter obéissent cependant à une certaine logique, une sorte d'esthétique de la violence (en) et d'une morale qui lui sont propres. Loin de justifier les atrocités qu'il commet, ses motivations donnent un sens à ses actes et rendent le personnage plus sympathique (par exemple, avec le choix de tuer le flûtiste afin d'améliorer la qualité de l'orchestre).
La conscience de Lecter ne réprime pas ses actes. Il agit sans le moindre remords mais sait toujours faire preuve d'un certain humour noir, notamment lorsqu'il commet un meurtre ou quand il en fait le récit. Si Lecter manque de sens moral, son sens de l'humour, lui, est souvent au rendez-vous, ce qui détonne avec la nature de ses crimes et le rend à la fois insondable et paradoxal : comment un homme aussi fin, aussi pointu sur la nature humaine peut-il être capable dans le même temps d'une telle cruauté ? Mais jusque là, personne ne semble avoir été en mesure de pénétrer les dédales obscurs de son cerveau malade pour l'expliquer.

### Aptitudes
Au cours des différentes histoires dans lesquelles il apparaît, Hannibal Lecter est vu faire preuve de grandes compétences en analyse psychologique et en manipulation mentale, ce qui fait de lui un prédateur redoutable.
C'est un expert en psychologie (bien qu'il ne croit pas que ce soit une science) et dans les relations humaines, s'en servant pour manipuler, effrayer ou plier à sa volonté les autres individus. Il n'hésite d'ailleurs pas à utiliser son immense charisme et sa personnalité complexe pour faire aboutir ses plans.
Ses capacités mentales sont étonnantes ; il a créé un « palais mémoriel » (un système mnémonique) qui est comparable en taille et en complexité au Palais de Topkapı[réf. souhaitée]. Lecter n'oublie rien, étant capable de se remémorer à volonté des évènements spécifiques qu'il a vécu, accédant aux éléments qui « meublent » son palais mémoriel. Ce « monde intérieur » très développé expliquerait quelques-unes de ses facultés extraordinaires.[réf. souhaitée]
Il est ambidextre, pouvant écrire des deux mains. Il est par ailleurs un dessinateur amateur talentueux (dans Le Silence des agneaux, il est vu dans sa cellule par Clarice Starling faire des dessins de sa main sur du papier-boucherie).

## Liste des victimes connues de Lecter
| #      | Nom                       | Fonction                                                                                  | Mode opératoire | Lieu                                                    |
| ------ | ------------------------- | ----------------------------------------------------------------------------------------- | --- | ------------------------------------------------------- |
| 1      | Paul Momond               | boucher, ancien collabo des Nazis                                                         | décapité par un katana                                                                                                   | Étampes, Essonne, France                                |
| 2      | Enrikas Dortlich          | ancien Schutzmannschaft, assassin de Mischa Lecter                                        | étranglé, joues dégustées en brochettes avec des champignons sauvages                                                    | Près du château des Lecter, Lituanie                    |
| 3      | Sigmas Milko              | ancien Schutzmannschaft, assassin de Mischa Lecter                                        | noyé dans le formol | Paris, France                                           |
| 4      | Petras Kolnas             | ancien Schutzmannschaft, assassin de Mischa Lecter                                        | crâne perforé par un tantō                                                                                               | Fontainebleau, Seine-et-Marne, France                   |
| 5      | Vladis Grutas             | ancien Schutzmannschaft, assassin de Mischa Lecter                                        | mutilé puis dévoré vivant                                                                                                | Canal de l'Ourcq, près de Meaux, Seine-et-Marne, France |
| 6      | Grentz                    | ancien Schutzmannschaft, assassin de Mischa Lecter                                        | pendu à un crochet et écorché                                                                                            | Melville, Saskatchewan, Canada                          |
| 7      | Nom inconnu               | employé du recensement                                                                    | foie prélevé et cuisiné avec « des fèves (au beurre et un excellent chianti dans la version cinématographique) »         | États-Unis                                              |
| 8      | Marcy Taylor              | profession inconnue, victime sur laquelle Will Graham enquêtait (uniquement dans le film) | sot-l'y-laisse (pièce de viande située au dessus des lombaires) prélevé et mangé                                         | États-Unis                                              |
| 9      | Benjamin Raspail          | flûtiste médiocre à l'Orchestre philharmonique de Baltimore                               | décapité, et servi aux membres de l'orchestre                                                                            | Baltimore, Maryland, USA                                |
| 10     | Boyle                     | gardien de Brushy Mountain                                                                | matraqué à mort avant, viscères arrachées (dans le film, il est également pendu aux barreaux de Lecter, ventre ouvert)   | ancien palais de justice Memphis, Tennessee, USA        |
| 11     | Pembry                    | gardien de Brushy Mountain                                                                | tué et visage arraché | ancien palais de justice, Memphis, Tennessee, USA       |
| 12, 13 | Noms inconnus             | deux ambulanciers                                                                         | tués par Lecter après son évasion                                                                                        | Memphis, Tennessee, USA                                 |
| 14     | Lloyd Wyman               | touriste                                                                                  | tué par Lecter après son évasion                                                                                         | aéroport de Memphis, Tennessee, USA                     |
| 15     | Docteur Frederick Chilton | médecin responsable d'un asile                                                            | vraisemblablement tué et dévoré par Lecter                                                                               | Bahamas                                                 |
| 16     | Nom inconnu               | ancien conservateur du palazzo Capponi                                                    | tué par Lecter pour prendre sa place ; enterré avec du ciment                                                            | Florence, Italie                                        |
| 17     | Gnocco                    | tsigane complice du commandant Pazzi                                                      | poignardé à l'artère fémorale                                                                                            | Florence, Italie                                        |
| 18     | Commandant Rinaldo Pazzi  | inspecteur de police corrompu                                                             | éventré puis pendu | Florence, Italie                                        |
| 19     | Mattéo                    | homme de main de Masson Verger                                                            | lardé de coups de couteau au visage, au ventre et à la poitrine                                                          | Florence, Italie                                        |
| 20     | Donnie Barber             | braconnier                                                                                | tué à l'arbalète d'une flèche et dépecé, le corps d'un chevreuil tué par Barber collé au sien                            | Virginie, USA                                           |
| 21     | Paul Krendler             | agent du département de la Justice                                                        | crâne découpé et cervelle sautée au beurre alors que ce dernier est toujours vivant, puis achevé d'une flèche d'arbalète | villa louée par Lecter, USA                             |

## Voyages
Hannibal Lecter s'est rendu dans de nombreux pays, notamment pour commettre ses meurtres.
1. La Lituanie, où sa famille est massacrée par les Schutzmannschaften et où il tuera un des assassins cannibales de sa sœur, Enrikas Dortlich.
2. La Pologne, qu'il traverse pour se rendre en France.
3. L'Allemagne, où il échappe aux Soviétiques.
4. La Belgique, où il prend le train pour rejoindre Paris.
5. La France, où il commet ses premiers meurtres (Paul Momond le boucher, Zigmas Milko, Petras Kolnas et Vladis Grutas).
6. Le Luxembourg, où il se rend régulièrement en train depuis Paris.
7. Le Canada, où il assassine le dernier meurtrier de sa sœur, Grentz.
8. Les États-Unis, où il exerce son métier de psychiatre.
9. Les Bahamas, où il dévore le docteur Frederick Chilton.
10. Le Brésil, où il se fait retirer son sixième doigt à la main gauche.
11. L'Italie, où il se réfugie après s'être enfui de sa prison.
12. L'Argentine, où il se retire avec Clarice Starling.

## Biographie alternative
Dans la série Hannibal, Lecter est présenté avant sa rencontre avec Will Graham, alors sujet à une grave instabilité psychologique à cause de sa trop grande empathie. Psychiatre de renom, il est appelé par le FBI pour assister Graham sur une affaire de tueur en série cannibale. Quand Graham parvient à identifier le tueur, Garret Jacob Hobbs, un père de famille sans histoire, Lecter le prévient par téléphone alors que Graham se prépare à le capturer. Hobbs tue alors sa femme et manque d'égorger sa fille Abigail, l'objet de ses pulsions meurtrières, qui aura la vie sauve grâce à l'intervention de Hannibal. Dès lors, Hannibal prend à cœur de venir en aide à Will Graham, en pleine confusion mentale, et à Abigail, désormais orpheline, traumatisée et dont Hannibal comprend vite qu'elle était complice de son père.
Hannibal y est également décrit comme un tueur complètement sociopathe surnommé l'« Éventreur de Chesapeake » et traqué par l'agent spécial Jack Crawford qui en a fait une affaire personnelle depuis que Hannibal a tué une de ses jeunes stagiaires qui avait démasqué le psychiatre tueur.

## Romans dans lesquels le personnage apparaît
- Dragon rouge (Red Dragon, 1981)
- Le Silence des agneaux (Silence of the Lambs, 1988)
- Hannibal (Hannibal, 1999)
- Hannibal Lecter : Les Origines du mal (Hannibal Rising, 2006)

## Autour du personnage

### Différences entre les romans et les films
Il existe des différences notables entre Hannibal Lecter tel qu'il apparaît dans la tétralogie de Thomas Harris, et tel qu'il est mis en scène dans les films.
Dans le roman Hannibal, Thomas Harris songeait à l'adaptation au cinéma et pensait que Hopkins ne jouerait pas, mais que Jodie Foster reprendrait le rôle de Clarice. Aussi, dans ce roman dont l'action est censée avoir lieu dix ans après le Silence des agneaux, est-il dit qu'Hannibal Lecter a subi une opération de chirurgie esthétique qui l'a rendu méconnaissable, tandis que Clarice a juste mûri. Mais ce fut le contraire qui se produisit : dans le film de Ridley Scott, Anthony Hopkins reprit son rôle, tandis que celui de Clarice fut tenu par Julianne Moore.
De même, les producteurs ont sans doute estimé immorale la fin de Hannibal, dans laquelle les deux amants partent vivre heureux leur conte de fées. Dans le film de Ridley Scott, Clarice se borne à tenter de l'arrêter bien qu'il parvienne à partir seul grâce à un sacrifice.
Une autre différence capitale (et pour laquelle les scénarios ont dû être remaniés) est la main gauche de Lecter. Dans Le Silence des Agneaux, il est clairement expliqué qu'Hannibal a six doigts à cette main (deux médiums). C'est grâce à cette malformation qu'il réussit à s'évader. En effet, sa main attire toujours les regards ce qui lui permet de cacher sa « clé » dans l'autre sans danger.
De plus, dans Hannibal, les radios que reçoit Verger montrent que Lecter s'est fait enlever chirurgicalement ce sixième doigt. Dans le film, on a dû broder une histoire de fracture du bras pour expliquer ces radios.
Pour finir, c'est la cicatrice de l'opération chirurgicale à sa main gauche qui attire l'œil du Commandatore Pazzi, dans le livre.
On peut aussi faire remarquer que dans les films, Hannibal Lecter a les yeux bleus (ceux de l'acteur Anthony Hopkins) alors que dans le livre, il est dit qu'il a les yeux marron (couleur « havane » plus précisément).
Il est à noter que la cellule du Docteur Lecter est différente de l'image que le cinéma a ancrée dans nos mémoires. Elle n'est pas constituée d'une paroi transparente percée de trous mais de barreaux puis d'une seconde barrière hors d'atteinte constituée d'un filet en nylon s'étendant du sol au plafond.

### Un héros de roman populaire
Hannibal Lecter n'est au départ, du moins dans Dragon rouge, premier opus de la trilogie, un peu moins dans Le Silence des agneaux, qu'un second rôle. C'est avec l'arrivée de Clarice Starling dans le Silence des agneaux que le psychopathe évolue. On comprend qu'il ne fera aucun mal à la jeune femme (quand une amie lui demande si elle n'a pas peur avec Lecter en cavale, elle répond qu'elle est sans inquiétude, car pour Lecter, selon elle, chercher à lui nuire serait lui « manquer de courtoisie »). Malgré le massacre de deux policiers chargés de le surveiller, Hannibal dans Le Silence des agneaux a un rôle positif car il aide Clarice à triompher d'autres criminels.
Dans Hannibal, il est le héros. À Florence, il fait des recherches historiques dans le Palazzo Vecchio et donne une conférence sur Dante Alighieri. Dans le livre, on apprend qu'il a été traumatisé par une enfance malheureuse. Néanmoins, son aspect psychopathe ressort dans ce que nous voyons de ses premiers crimes, où il semble tirer une certaine jouissance des crimes qu'il perpétue pour venger sa sœur.

### Morts stupides
Le commandant Pazzi aveuglé par sa propre avidité, cherche à obtenir les empreintes digitales du Dr. Lecter tel que demandées dans l'offre émise sur le site web du FBI pour le compte de Mason Verger. Hannibal semble tout faire pour le mettre en garde contre sa propre bêtise ; lui rappelant le triste sort d'un de ses ancêtres (Francesco de' Pazzi) mais rien n'y fait et deux autres personnes mourront avant et après que Pazzi finisse à son tour au bout d'une corde, éventré.
Le commandant Pazzi est un flic corrompu. En laissant son complice Gnocco mourir sur le sol comme un chien, l'empêchant de poser ses mains sur la blessure pour retenir le sang, il montre clairement sa détermination et le fait qu'il ne veut aucun témoin.
Mason Verger est totalement aveuglé par sa soif de vengeance, au point qu'il se croit supérieur à Hannibal grâce à sa haine envers lui, mais sûrement pas grâce à une intelligence plus raffinée. Verger finira dévoré par des sangliers de 270 kilos nourris à l'eau claire depuis quelques jours, destin qu'il réservait à son bourreau. Dans le film, Hannibal n'aura eu qu'à proposer au pauvre (et écœuré) médecin personnel de Mason de le pousser dans l'enclos en lui disant : « Hé Cordel, poussez-le dans l'enclos, vous leur direz que c'était moi ».
Dans le livre, Hannibal convainc la propre sœur de Verger de le tuer, avec la murène de ce dernier en lui rappelant le comportement incestueux de son frère.

## Apparition dans d'autres médias

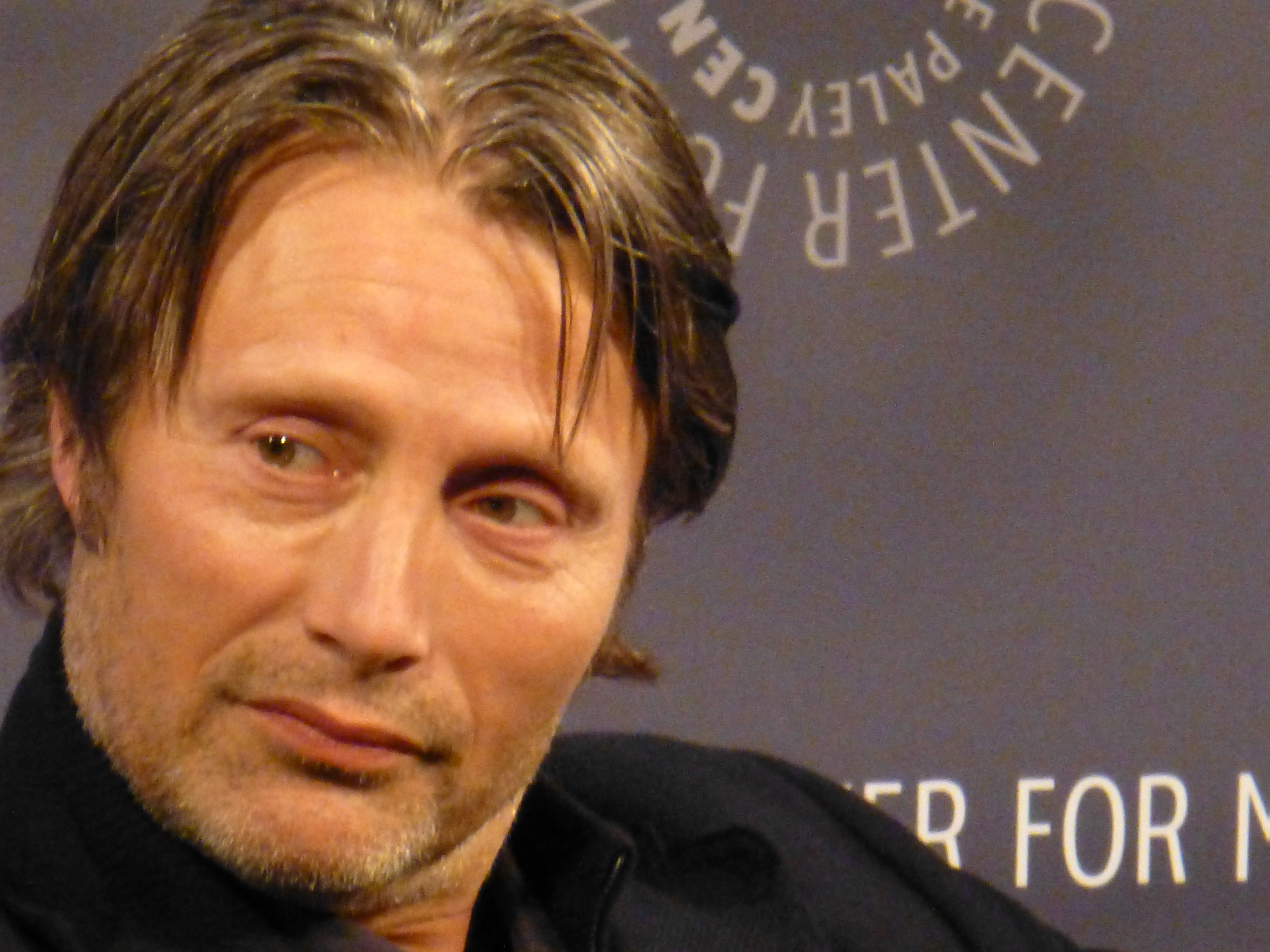
L'acteur Mads Mikkelsen interprète le personnage dans la série Hannibal.

### Cinéma
- Le Sixième sens (Manhunter, Michael Mann, 1986) interprété par Brian Cox.
- Le Silence des agneaux (The Silence of the Lambs, Jonathan Demme, 1991) avec Anthony Hopkins
- Hannibal (Ridley Scott, 2001) interprété par Anthony Hopkins
- Dragon rouge (Red Dragon, Brett Ratner, 2002) interprété par Anthony Hopkins
- Hannibal Lecter : Les Origines du mal (Hannibal Rising, Peter Webber, 2007) interprété par Gaspard Ulliel (adolescent et adulte) et Aaran Thomas (enfant).

### Télévision
- Hannibal, série télévisée diffusée du 4 avril 2013 au 29 août 2015 sur NBC, avec Mads Mikkelsen dans le rôle d'Hannibal. En France, elle a été diffusée sur Canal+ Séries à partir du 25 septembre 2013. La série est annulée par NBC après 3 saisons, en raison d'une audience trop faible, malgré un accueil critique positif.